# Bärö
Bärö (Zweeds voor "Besseneiland") is een grillig gevormd onbewoond eiland, gelegen ten noordwesten van het hoofdeiland van Kumlinge in de Finse autonome regio Åland. Het eiland heeft een oppervlak van 2,2 km² en is, inclusief het schiereiland Skaftö, van noord naar zuid ongeveer 2,9 km lang.
Bärö heeft geen vaste bewoners, maar aan de noordzijde, tegenover het eiland Enklinge, bevindt zich een voormalig kustwachtstation dat is omgebouwd tot een restaurant annex hotel: 'Glada laxen' (gelukkige zalm). Het restaurant heeft een jachthaventje met plaats voor ongeveer 30 boten, en naast het restaurant staat een 40 meter hoge observatietoren die van verre over Delet als herkenningspunt zichtbaar is. Op het eiland is ook een 5 km lange wandelroute uitgezet.

## Trivia
- In de gemeente Brändö, tussen Lappo, Asterholma en Torsholma, ligt ook een onbewoond eiland met deze naam.

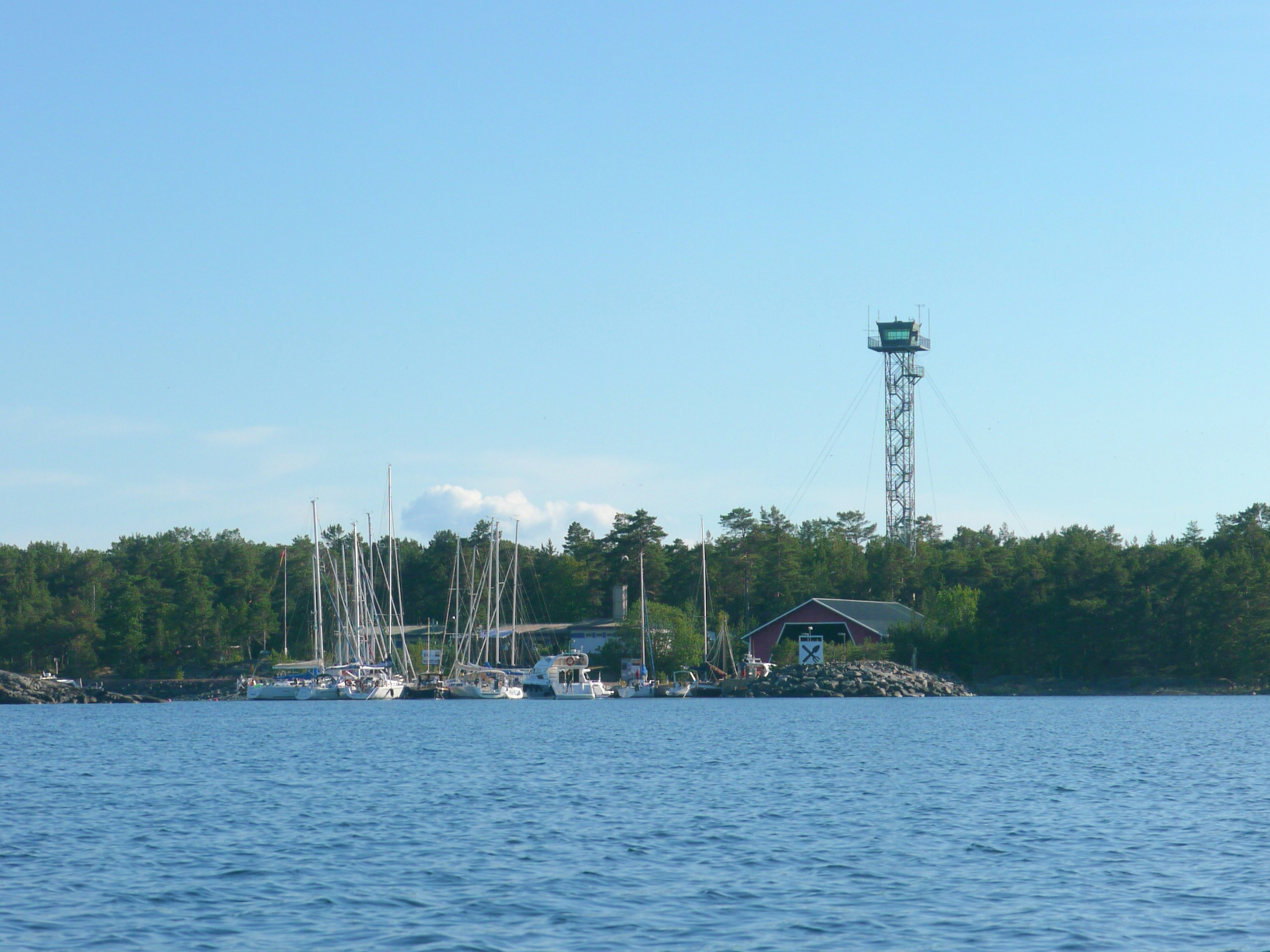
Het jachthaventje van Bärö, met de markante kustwachttoren.